# Воскресеновка (Брянская область)
Воскресеновка (до 1919 — Бардаковка) — деревня в Севском районе Брянской области, входит в Косицкое сельское поселение.

## География
Расположена в 2 км к северу от села Поздняшовка и в 140 км к югу от Брянска.

## История
Упоминается с 1707 года в составе Чемлыжского стана Комарицкой волости; входила в приход села Витичь. До конца XVIII века — дворцовое владение, позднее переходит к А. И. Болотникову и Х. А. Иваненковой, затем к А. Ф. Бобылеву и Н. А. Марченко. До 1929 в Севском уезде (с 1861 в составе Поздняшовской волости, с 1880-х годов в Витичской, с 1924 в Севской волости). Максимальное число жителей 810 человек (1926).
До 2005 в Воскресеновском сельсовете (до 1980-х годов — его центр).

## Население
| 2010 | 2013 |
| ---- | ---- |
| 49   | ↘45  |

## Памятники истории

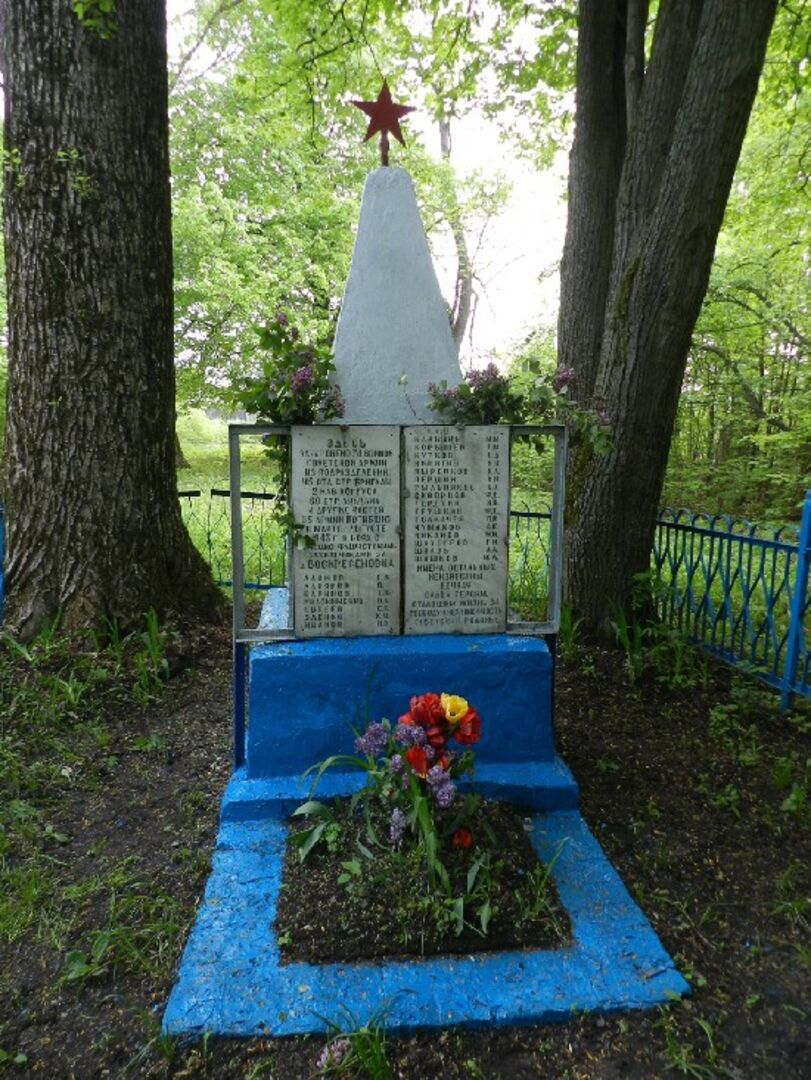
Памятник находится во дворе школы с. Воскресеновка Севского р-она

- Памятное место, где в 1606 году находился штаб Ивана Болотникова по формированию армии перед походом на Москву[4][5]
- Братская могила 37 советских воинов, погибших в боях с немецко-фашистскими захватчиками[6][7]